# Никитин, Владимир Владимирович
Влади́мир Влади́мирович Ники́тин (род. 25 апреля 1940) — советский, российский дипломат. Чрезвычайный и полномочный посол (23 августа 1990).

## Биография
Окончил Московский государственный институт международных отношений (МГИМО) МИД СССР.
- В 1968—1972 годах — сотрудник Посольства СССР в Бразилии.
- В 1972—1977 годах — сотрудник секретариата первого заместителя министра иностранных дел СССР.
- В 1977—1981 годах — первый секретарь, советник Посольства СССР в Перу.
- В 1981—1986 годах — советник первого заместителя министра иностранных дел СССР.
- В 1986—1988 годах — заместитель заведующего 2-м Латиноамериканским отделом МИД СССР.
- В 1989—1990 годах — первый заместитель начальника Управления латиноамериканских стран МИД СССР.
- С 23 августа 1990 по 22 июня 1993 года — чрезвычайный и полномочный посол СССР, затем (с 1991) Российской Федерации в Аргентине[2][3].

## Семья
Женат, имеет двоих детей.